# Єнс Келлер
Єнс Келлер (нім. Jens Keller, нар. 24 листопада 1970, Штутгарт) — колишній німецький футболіст, що грав на позиції захисника. Після завершення ігрової кар'єри — футбольний тренер.

## Кар'єра

### Гравця
1981 року Єнс Келлер почав грати в молодіжній команді «Штутгарт-Ванген». В 1987 році він став гравцем молодіжної команди «Штутгарта». У листопаді 1990 року Келлер дебютував за «швабів» в Бундеслізі, вийшовши на заміну в перерві матчу проти бременського «Вердера» (0:1). В сезоні 1991/92 разом зі «Штутгартом» Келлер виграв Бундеслігу, однак на поле він не вийшов ні разу.
Влітку 1992 року Келлер перейшов до клубу «Мюнхен 1860», який тільки-но вилетів з Другої Бундесліги. У сезоні 1992/93 «леви» повернулися в другу лігу, а в наступному сезоні, зайнявши третє місце, піднялися в Бундеслігу. Келлер в цих двох сезонах зіграв в 43 іграх. Йенс провів у «Мюнхені 1860» ще півтора року як запасний і зіграв за цей час лише в п'яти зустрічах.

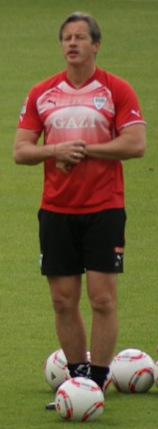
Єнс Келлер 29 серпня 2010 року під час тренування «Штутгарта».

Під час зимової перерви в сезоні 1995/96 Келлер перейшов до «Вольфсбурга», який перебував у зоні вильоту у другій Бундеслізі. Єнс став твердим гравцем основного складу, і в сезоні 1996/97 він разом з «вовками» вийшов в першу Бундеслігу.
Влітку 1998 за 300 тисяч євро Келлер повернувся в «Штутгарт», де він став гравцем основного складу. Зі «швабами» Келлер зіграв у чотирьох матчах Кубка УЄФА 1998/99 проти «Феєнорда» і «Брюгге».
2000 року Келлер перейшов до «Кельна» за 750 тисяч євро, підписавши дворічний контракт. За два сезони в стані «козлів» він зіграв в 55 іграх Бундесліги і в сезоні 2001/02 разом з клубом вилетів у другу Бундеслігу.
2002 року Келлер став гравцем франкфуртського «Айнтрахта», а головний тренер Віллі Райманн призначив його капітаном команди. У сезоні 2002/03 Йенс зіграв в 33 матчах другої Бундесліги, допоміг команді зайняти третє місце та піднятися в першу Бундеслігу. На початку наступного сезону Келлер отримав важку травму коліна та пропустив весь сезон, в якому «Айнтрахт» вилетів у другу Бундеслігу. До четвертого туру сезону 2004/05 він вилікувався і зміг грати до зимової перерви. Травма щиколотки, яка його турбувала на передсезонних зборах, виявилася серйознішою, ніж передбачалося спочатку, і в січні 2005 року йому зробили операцію. Келлер повернувся у стрій в кінці сезону 2004/05, в якому франкфуртці вийшли в першу Бундеслігу, але його контракт продовжено не було. Єнсу виплатили 100 тисяч євро як компенсацію, оскільки «Айнтрахт» не зміг знайти новий клуб для продовження його кар'єри, про що говорилося в контракті гравця. Після цього Келлер завершив кар'єру футболіста.

### Тренерська
Влітку 2008 року Келлер став тренером юнацької команди «Штутгарта» (до 19 років). 6 грудня 2009 року він був призначений помічником головного тренера першої команди Крістіана Гросса. У жовтні 2010 року Келлер замінив Гросса на посаді головного тренера команди, яка йшла на останньому місці в Бундеслізі після сьомого туру. Через два місяці на місце Єнса прийшов Бруно Лаббадіа. Після цього Келлер працював у «Штутгарті» скаутом.
Влітку 2012 року Келлер став тренером юнацької команди «Шальке 04» (до 17 років). Під його керівництвом команда виграла всі 14 ігор на старті сезону і йшла на першому місці в західній Бундеслізі. 16 грудня 2012 року Келлер став головним тренером першої команди після звільнення Хуба Стевенса. Наприкінці сезону 2012/13 його контракт був продовжений до 2015. Утім вже 7 жовтня 2014 року тренера було звільнено через невдалий початок сезону 2014/15, коли команда здобула лише дві перемоги у стартових десяти турах.
Навесні 2016 року тренер прийняв команду друголігового клубу «Уніон» (Берлін), яку тренував до грудня 2017. За рік, у грудні 2018, очолив тренерський штаб «Інгольштадта», в якому пропрацював лише чотири місяці, залишивши команду у квітні 2019 у зоні вильоту з другого німецького дивізіону.
12 листопада 2019 року став головним тренером команди ще одного представника Другої Бундесліги, клубу «Нюрнберг». За результатами сезону 2019/20 команда посіла 16-те з 18 місць, ставши, як і «Інгольштадт» роком раніше, учасником плей-оф за збереження прописки в другому дивізіоні. Утім в іграх плей-оф діями команди вже керував виконувач обов'язків головного тренера Міхаель Візінгер, адже за декілька днів до першої гри, 29 червня 2020 року, Келлера було звільнено.

## Титули і досягнення
- Чемпіон Німеччини (1):

«Штутгарт»: 1991-92